# Parc national du Mont-Field
 (février 2010).
Si vous disposez d'ouvrages ou d'articles de référence ou si vous connaissez des sites web de qualité traitant du thème abordé ici, merci de compléter l'article en donnant les références utiles à sa vérifiabilité et en les liant à la section « Notes et références ».
Le parc national du Mont-Field (en anglais : Mount Field National Park) est un parc national australien de 158,81 km2 créé en 1916 au centre de l'île de Tasmanie, à 64 km au nord-ouest de Hobart. On y trouve des paysages allant des forêts tempérées humides d'eucalyptus aux landes alpines au sommet du mont Field (en) à 1 434 m d'altitude.

## Histoire
Le parc a été créé en 1916, ce qui en fait, avec le parc national Freycinet, le plus ancien parc national de Tasmanie. La zone autour des chutes Russell a été protégée pour sa beauté naturelle depuis 1885, quand elles ont été mises de côté comme première réserve naturelle de Tasmanie. Le dernier tigre de Tasmanie sauvage a été capturé dans la région en 1933. La réserve a été appelée « parc national » avant 1946, mais elle n'a été officiellement renommée sous son nom actuel qu'en 1947. Le club de ski de mont Mawson a été fondée en 1958. 

## Géologie
Au cours du Pléistocène, le champ de neige qui couvrait le sommet du plateau du mont Field alimentait les glaciers des vallées environnantes. Un grand glacier, long de 12 km a longtemps creusé la vallée et les parois au-dessus des actuels lacs de barrage. Les lacs Twisted Tarn, Twilight Tarn et autres petits lacs du plateau ont été ainsi formés par des glaciers. Un glacier coulant vers le sud depuis la chaîne Rodway a formé les lacs Belcher et Nelton et un autre, coulant vers le nord, a donné la vallée Hayes et le lac du même nom.

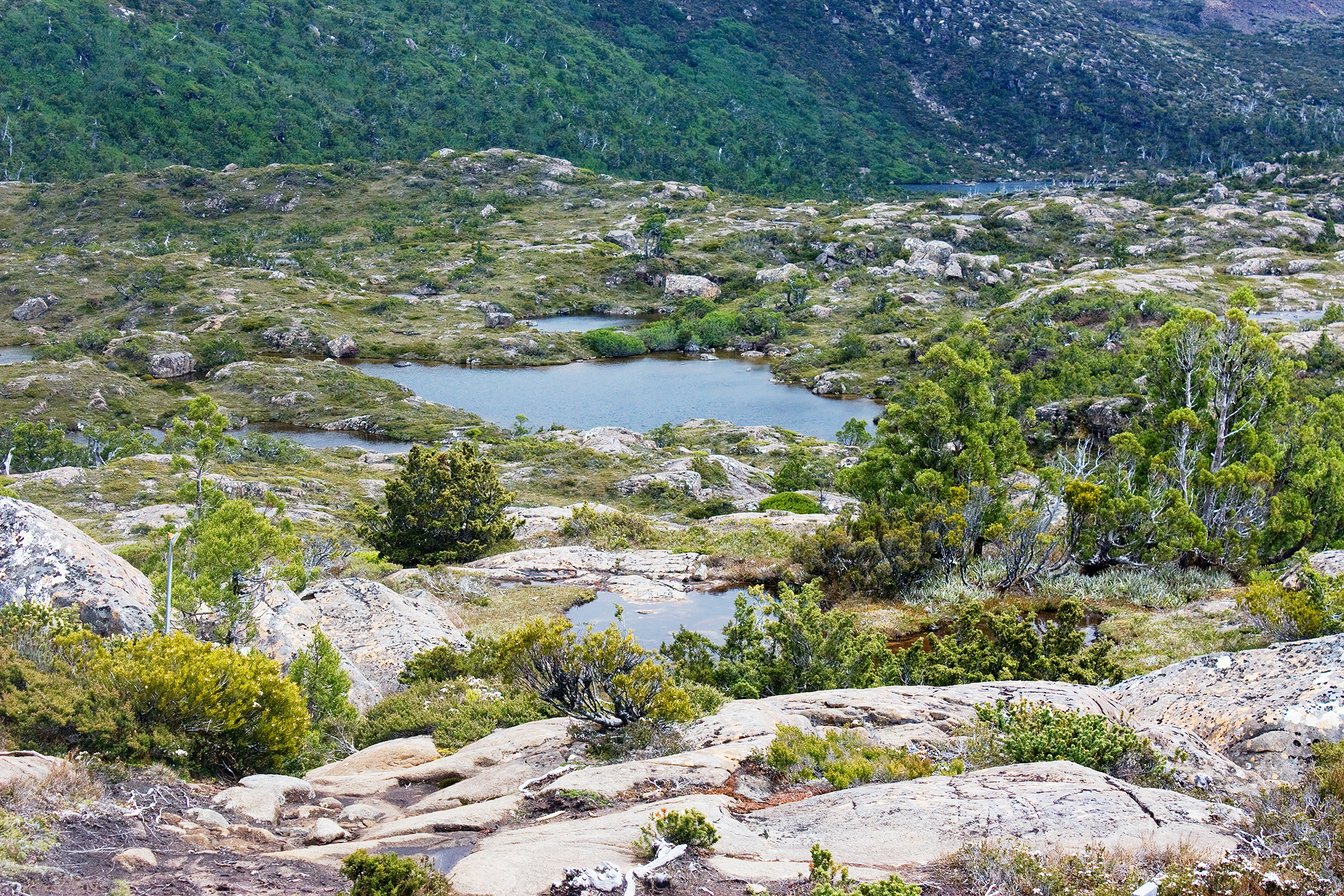
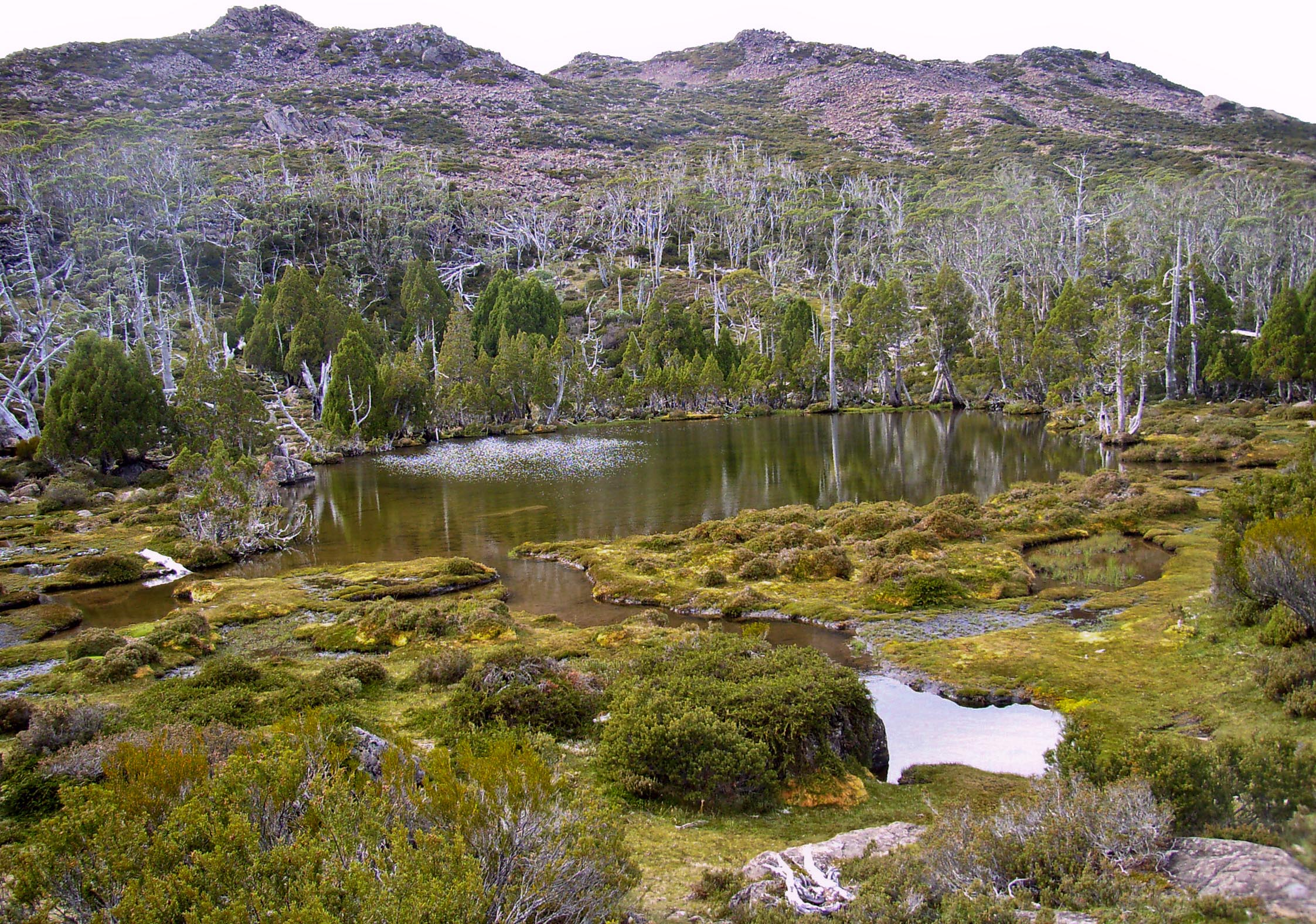
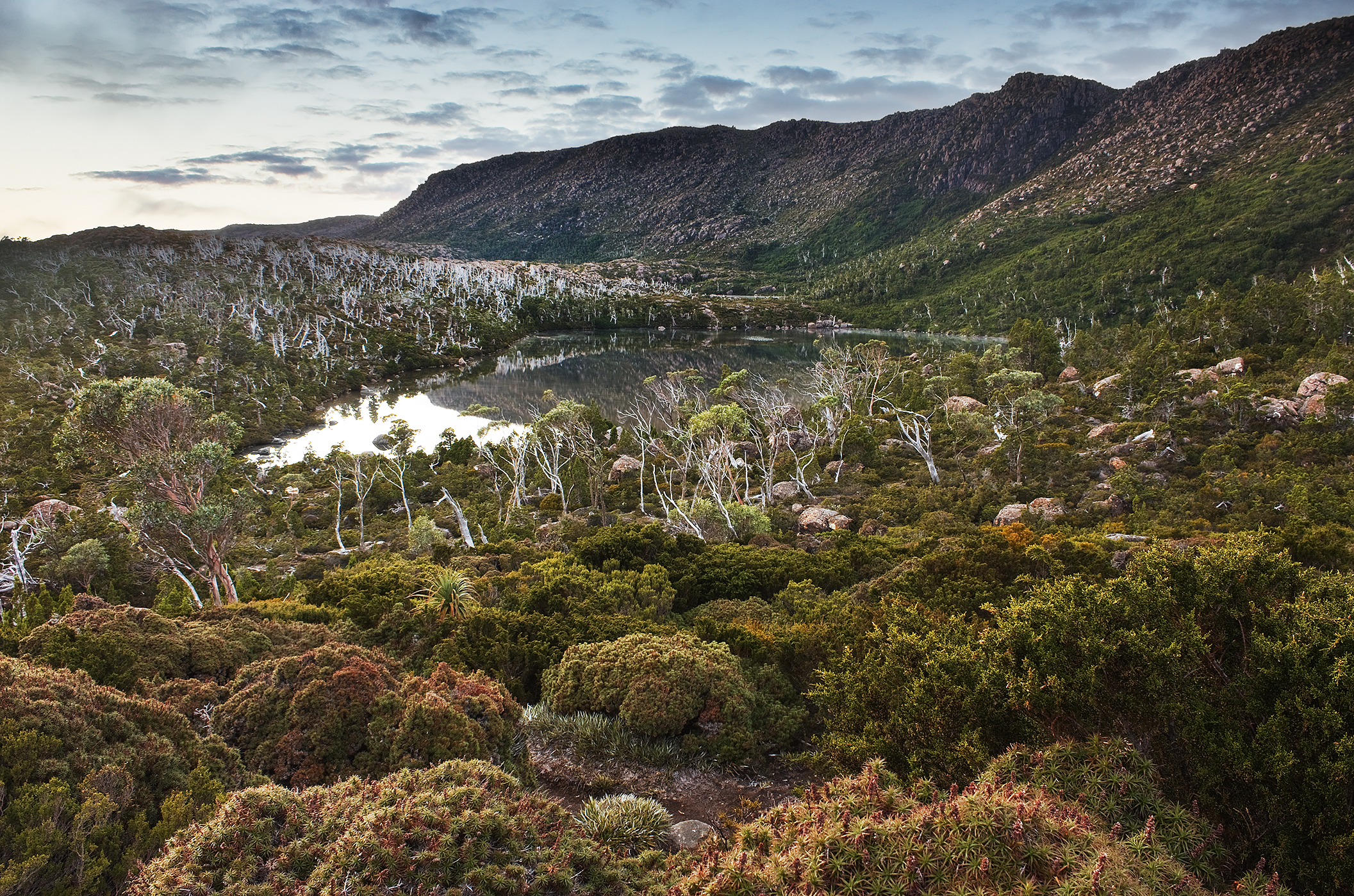

Dans les zones alpines podzoliques, l'humus et les sols lessivés sont les plus communs. Les podzols produisent souvent d'épais dépôts périglaciaires par solifluxion. Les plaines alluviales qui se sont développées dans les parties les plus basses du parc sont des dépôts d'alluvions quaternaires.

## Quelques chutes d'eau du parc

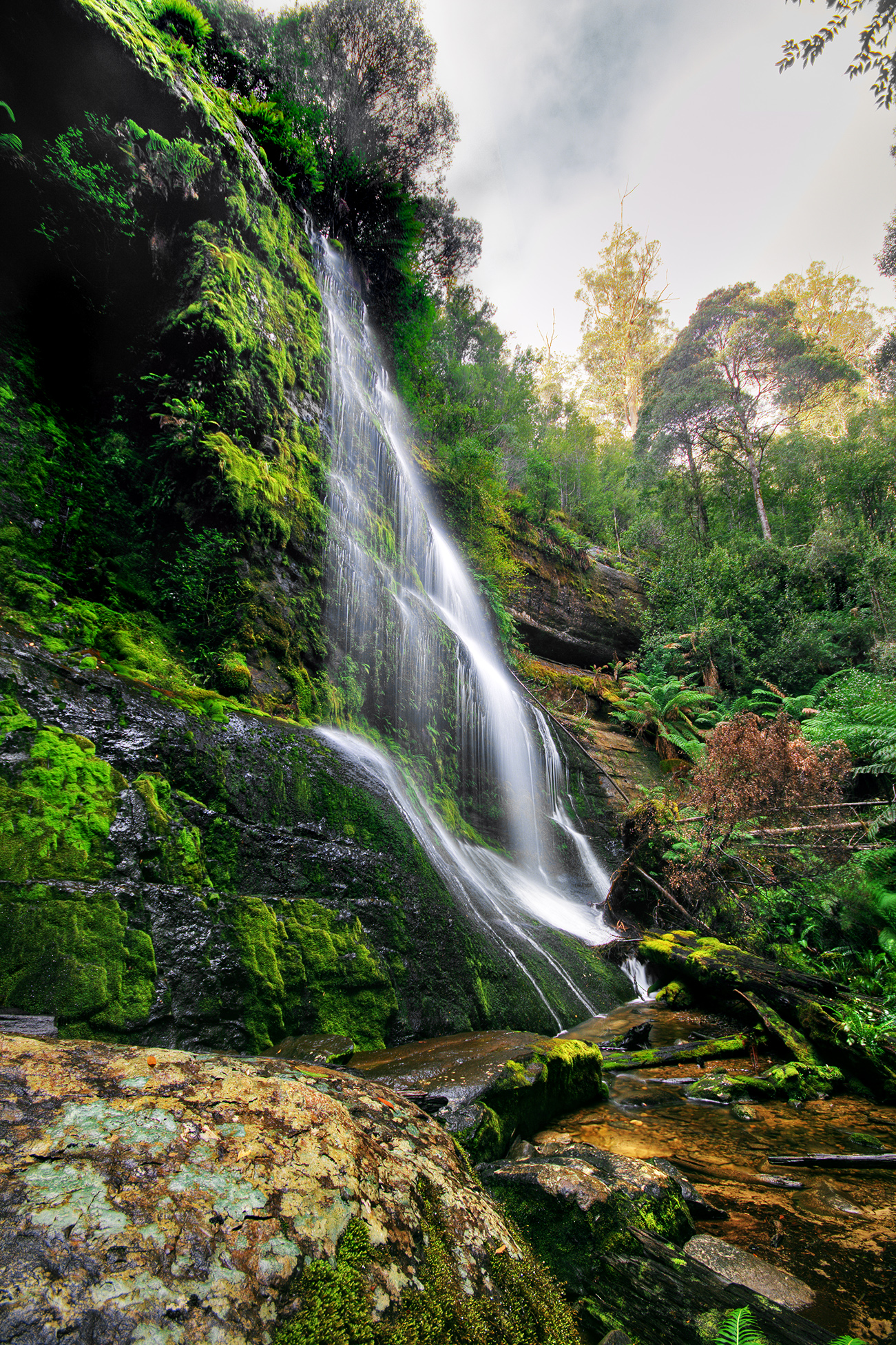
Chutes Marriott
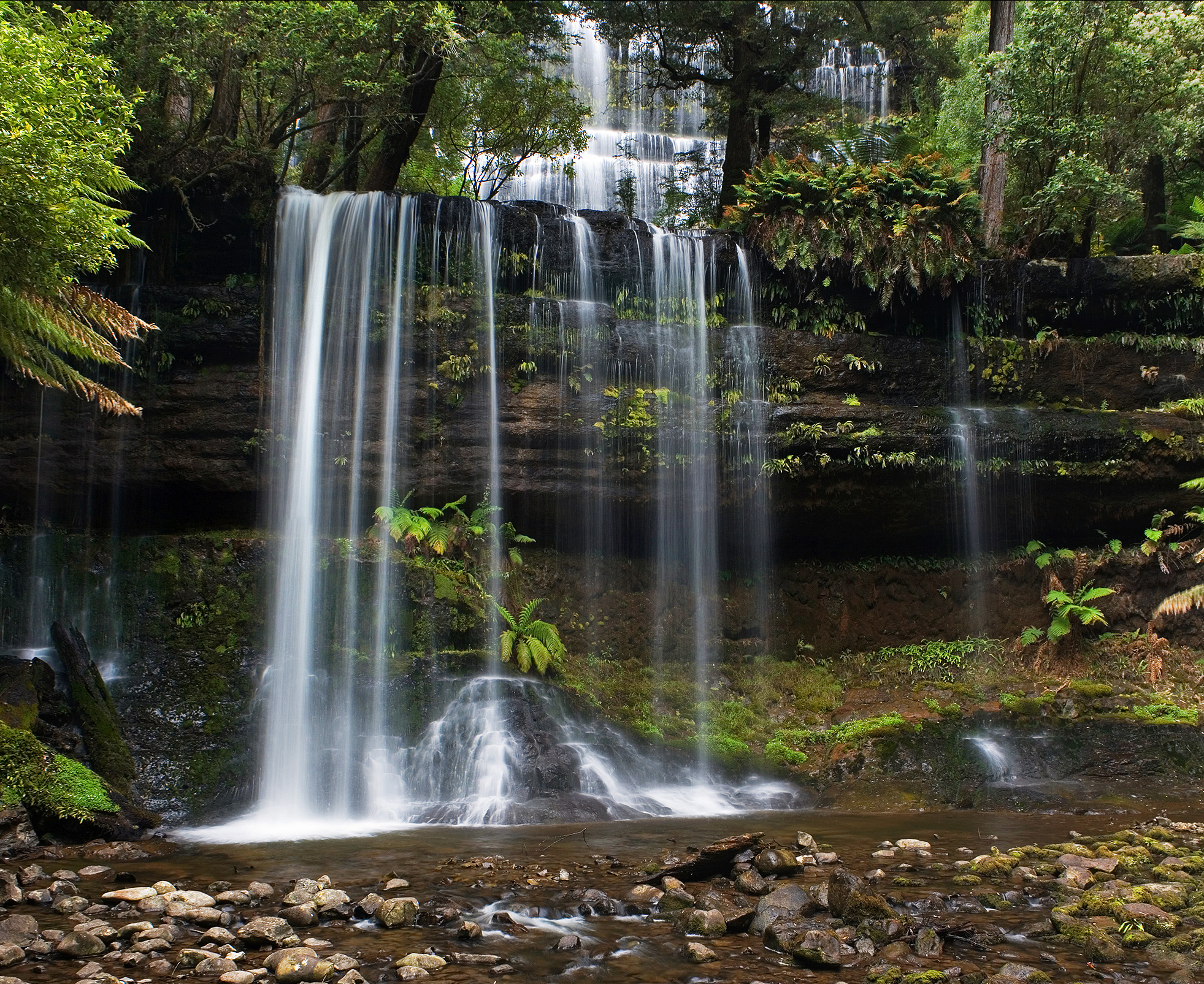
Chutes Russell
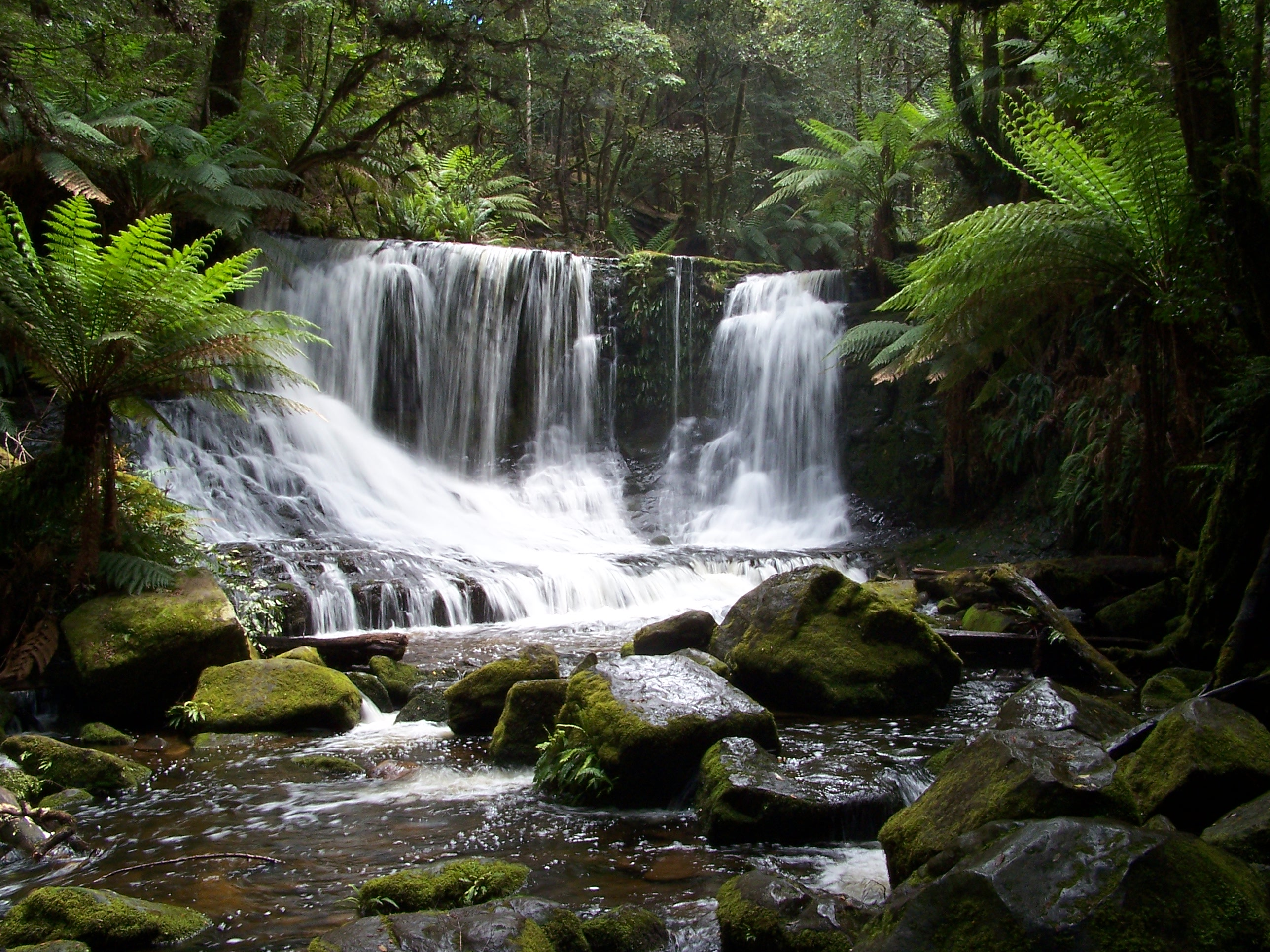
Chutes Horseshoe
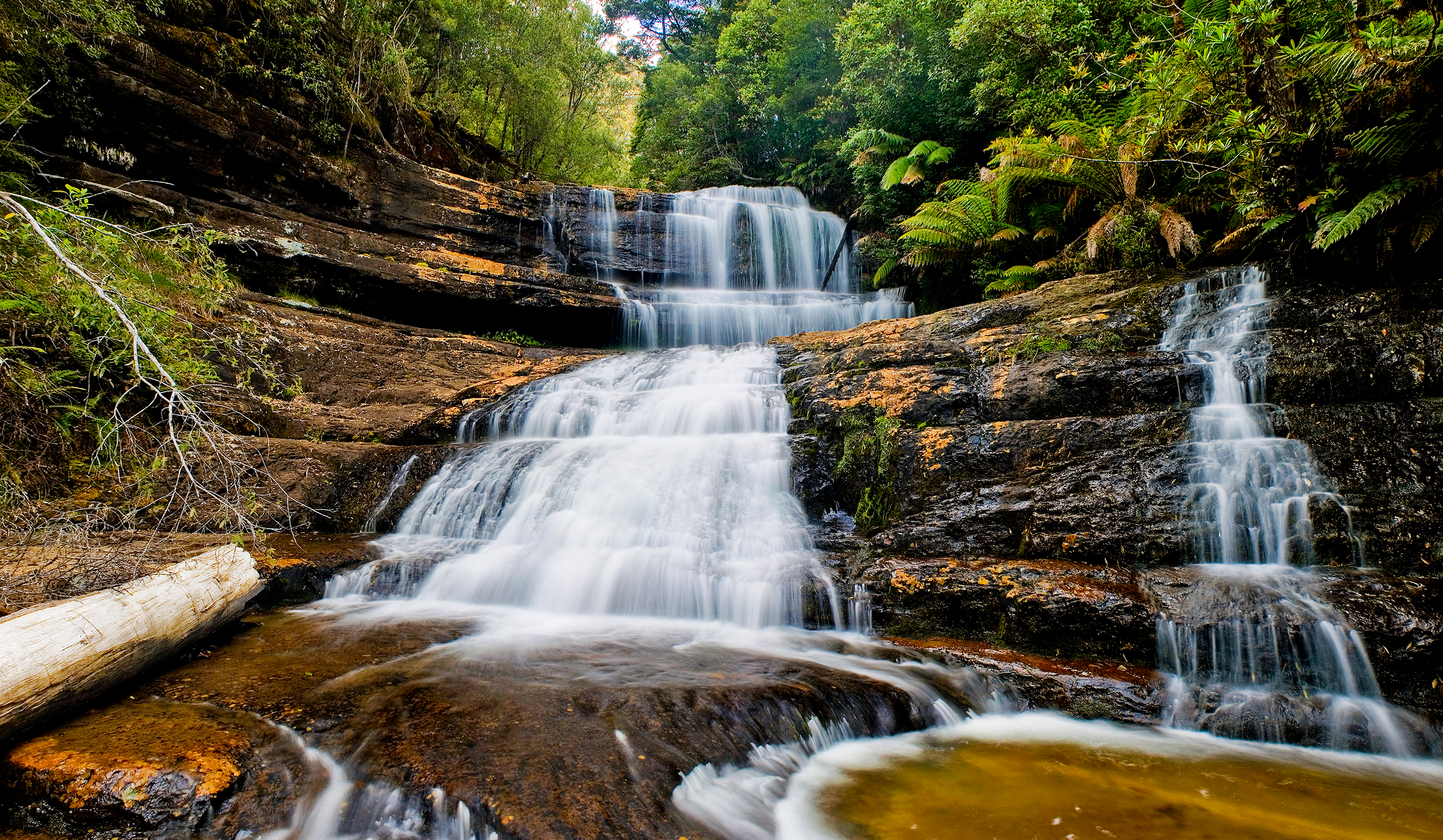
Chutes Lady Barron